# تپه قوربچه سنگر
تپه قوربچه سنگر مربوط به عصر آهن ۳ - دوره هخامنشی است و در شهرستان دورود، بخش مرکزی، دهستان ژان، ۲۰۰ متری شرق روستای سنگر واقع شده و این اثر در تاریخ ۲۳ بهمن ۱۳۸۵ با شمارهٔ ثبت ۱۷۱۵۸ به‌عنوان یکی از آثار ملی ایران به ثبت رسیده است.